# Made Series
Made Series é o quinto álbum de estúdio japonês do grupo sul-coreano Big Bang. O seu lançamento ocorreu em 3 de fevereiro de 2016 pela YGEX. Composto por onze canções, sendo oito delas originárias dos singles coreanos lançados um ano antes pelo grupo, o álbum contém em adição, três versões em língua japonesa.  
O lançamento de Made Series atingiu o topo das paradas japonesas Billboard Japan Top Albums Sales, Billboard Japan Hot Albums e Oricon Albums Chart. Suas vendas de mais de cem mil cópias, levaram-no a receber a certificação ouro pela Associação da Indústria de Gravação do Japão, além de ser premiado nas categorias Álbum do Ano e Melhores 3 Álbuns pelo Japan Gold Disc Awards de 2017.

## Antecedentes e promoção
Após uma pausa de três anos sem lançamentos de material inédito, em março de 2015 a YG Entertainment anunciou o retorno coreano do Big Bang, o qual seria composto de quatro partes, com cada uma delas sendo lançada mensalmente, entre maio a agosto do mesmo ano. Os lançamentos compostos por duas canções cada um, foram nomeados como M, A, D, E e alcançaram êxito comercial sendo  recebidos com aclamação de crítica e público. O lançamento do álbum completo do grupo previsto para setembro de 2015 foi adiado, para que os membros do Big Bang pudessem descansar após quatro meses de promoções e adicionar mais canções ao mesmo. Apesar da indefinição de uma nova data de lançamento de seu álbum completo coreano, em novembro de 2015 foi anunciado o lançamento de Made Series, marcando um novo lançamento japonês do grupo após quatro anos desde seu último álbum de estúdio Alive e sua respectiva versão de relançamento Alive - Monster Edition, ambos de 2012.      
A fim de promover o lançamento de Made Series, em 6 de janeiro de 2016, os vídeos musicais das canções "Loser" e "Bang Bang Bang" em suas versões em japonês, foram lançados no canal oficial do Big Bang na plataforma de vídeos Youtube.

## Lançamento
Made Series foi lançado em ambos os formatos digital e físico, onde neste último foi comercializado em quatro versões regulares, sendo elas: CD, playbutton, CD+DVD, CD+blu-ray (estas duas últimas versões possuem materiais que incluem vídeos musicais e cenas de seus bastidores, vídeos de pratica de dança e a apresentação do Big Bang no festival de música japonês a-nation de 2015).
A versão física de Made Series foi lançada também em duas versões deluxe, sendo elas: CD＋3DVDs+Livro de fotos e CD＋3blu-rays+Livro de fotos, que inclui como conteúdo extra, a apresentação de encerramento da turnê japonesa Japan Dome Tour "X" do Big Bang e vídeos filmados para o aplicativo "V" do portal sul-coreano Naver.

## Lista de faixas
| Made Series – Edição padrão e digital |                                    |                                        |                                         |                      |         |  |
| N.º                                   | Título                             | Letras                                 | Música                                  | Arranjos             | Duração |  |
| 1.                                    | "Loser" (versão japonesa)          | Teddy Park, T.O.P, G-Dragon, Sunny Boy | Teddy Park, Taeyang "Sol"               | Teddy Park           | 3:39    |  |
| 2.                                    | "Bang Bang Bang" (versão japonesa) | Teddy Park, G-Dragon, T.O.P, Verbal    | Teddy Park, G-Dragon                    | Teddy Park           | 3:40    |  |
| 3.                                    | "If You" (versão japonesa)         | G-Dragon, Shoko Fujibayashi            | G-Dragon, P.K, Dee.P                    | P.K, Dee.P           | 4:24    |  |
| 4.                                    | "Loser"                            | Teddy Park, G-Dragon, T.O.P            | Teddy Park, Taeyang "Sol"               | Teddy Park           | 3:39    |  |
| 5.                                    | "Bae Bae"                          | Teddy Park, G-Dragon, T.O.P            | Teddy Park, G-Dragon, T.O.P             | Teddy Park           | 2:49    |  |
| 6.                                    | "Bang Bang Bang"                   | Teddy Park, G-Dragon, T.O.P            | Teddy Park, G-Dragon                    | Teddy Park           | 3:40    |  |
| 7.                                    | "We Like 2 Party"                  | Teddy Park, Kush, G-Dragon, T.O.P      | Teddy Park, Kush, Seo Won-jin, G-Dragon | Teddy Park, Kush     | 3:16    |  |
| 8.                                    | "If You"                           | G-Dragon                               | G-Dragon, P.K, Dee.P                    | P.K, Dee.P           | 4:24    |  |
| 9.                                    | "Sober"                            | Teddy Park, G-Dragon, T.O.P            | Teddy Park, Choice37, G-Dragon          | Teddy Park, Choice37 | 3:57    |  |
| 10.                                   | "Zutter (GD&TOP)"                  | Teddy Park, G-Dragon, T.O.P            | Teddy Park, G-Dragon, T.O.P             | Teddy Park           | 3:14    |  |
| 11.                                   | "Let's Not Fall in Love"           | Teddy Park, G-Dragon                   | Teddy Park, G-Dragon                    | Teddy Park           | 3:32    |  |
| Duração total:                        | Duração total:                     | Duração total:                         | Duração total:                          | Duração total:       | 40:16   |  |

| Conteúdo bônus em DVD e Blu-ray – Edição CD+DVD e CD+blu-ray (Disco 2) |                                                                        |         |  |
| N.º                                                                    | Título                                                                 | Duração |  |
| 1.                                                                     | "Loser" (Vídeo musical versão japonesa)                                |         |  |
| 2.                                                                     | "Bang Bang Bang" (Vídeo musical versão japonesa)                       |         |  |
| 3.                                                                     | "Loser" (Vídeo musical versão coreana)                                 |         |  |
| 4.                                                                     | "Bae Bae" (Vídeo musical versão coreana)                               |         |  |
| 5.                                                                     | "Bang Bang Bang" (Vídeo musical versão coreana)                        |         |  |
| 6.                                                                     | "We Like 2 Party" (Vídeo musical versão coreana)                       |         |  |
| 7.                                                                     | "Sober" (Vídeo musical versão coreana)                                 |         |  |
| 8.                                                                     | "Zutter" (Vídeo musical versão coreana)                                |         |  |
| 9.                                                                     | "Let’s Not Fall in Love" (Vídeo musical versão coreana)                |         |  |
| 10.                                                                    | "Bae Bae" ("チャプサルトク" Clip #1/#2/#3/#4)                          |         |  |
| 11.                                                                    | "Loser- versão coreana" (Clip Solo de D-Lite/Sol/G-Dragon & V.I/T.O.P) |         |  |
| 12.                                                                    | "Bang Bang Bang- versão coreana" (Behing The Scenes)                   |         |  |
| 13.                                                                    | "Bang Bang Bang- versão coreana" (Dance Practice)                      |         |  |
| 14.                                                                    | "Sober" (Behing The Scenes)                                            |         |  |
| 15.                                                                    | "Zutter" (Behing The Scenes)                                           |         |  |
| 16.                                                                    | "Zutter" (Dance Practice)                                              |         |  |
| 17.                                                                    | "Let's Not Fall In Love" (Behing The Scenes)                           |         |  |
| 18.                                                                    | "Bang Bang Bang KR Ver.-" (a-nation stadium fes. 2015)                 |         |  |
| 19.                                                                    | "Tonight" (a-nation stadium fes. 2015)                                 |         |  |
| 20.                                                                    | "Hands Up" (a-nation stadium fes. 2015)                                |         |  |
| 21.                                                                    | "Loser KR Ver.-" (a-nation stadium fes. 2015)                          |         |  |
| 22.                                                                    | "Bad Boy" (a-nation stadium fes. 2015)                                 |         |  |
| 23.                                                                    | "We Like 2 Party" (a-nation stadium fes. 2015)                         |         |  |
| 24.                                                                    | "Bae Bae" (a-nation stadium fes. 2015)                                 |         |  |
| 25.                                                                    | "Fantastic Baby" (a-nation stadium fes. 2015)                          |         |  |
| 26.                                                                    | "Koe wo Kikasete" (a-nation stadium fes. 2015)                         |         |  |
| 27.                                                                    | "My Heaven" (a-nation stadium fes. 2015)                               |         |  |
| 28.                                                                    | "Feeling" (a-nation stadium fes. 2015)                                 |         |  |
| 29.                                                                    | "Sober" (a-nation stadium fes. 2015)                                   |         |  |

| Conteúdo bônus em DVD e Blu-ray – Edição deluxe – CD+DVD e CD+blu-ray (Discos 3 e 4) | |         |  |
| N.º                                                                                  | Título                                                                                              | Duração |  |
| 1.                                                                                   | "Opening Movie" (Big Bang Japan Dome Tour "X" - Tour Final at Kyocera Dome - Osaka)                 |         |  |
| 2.                                                                                   | "Fantastic Baby" (Big Bang Japan Dome Tour "X" - Tour Final at Kyocera Dome - Osaka)                |         |  |
| 3.                                                                                   | "Tonight" (Big Bang Japan Dome Tour "X" - Tour Final at Kyocera Dome - Osaka)                       |         |  |
| 4.                                                                                   | "Stupid Liar" (Big Bang Japan Dome Tour "X" - Tour Final at Kyocera Dome - Osaka)                   |         |  |
| 5.                                                                                   | "-MC-" (Big Bang Japan Dome Tour "X" - Tour Final at Kyocera Dome - Osaka)                          |         |  |
| 6.                                                                                   | "Blue" (Big Bang Japan Dome Tour "X" - Tour Final at Kyocera Dome - Osaka)                          |         |  |
| 7.                                                                                   | "Haru Haru -versão japonesa-" (Big Bang Japan Dome Tour "X" - Tour Final at Kyocera Dome - Osaka)   |         |  |
| 8.                                                                                   | "Gara Gara Go!!" (Big Bang Japan Dome Tour "X" - Tour Final at Kyocera Dome - Osaka)                |         |  |
| 9.                                                                                   | "Top Of The World ～Number 1" (Big Bang Japan Dome Tour "X" - Tour Final at Kyocera Dome - Osaka)   |         |  |
| 10.                                                                                  | "-MC-" (Big Bang Japan Dome Tour "X" - Tour Final at Kyocera Dome - Osaka)                          |         |  |
| 11.                                                                                  | "Knock Out (GD&TOP)" (Big Bang Japan Dome Tour "X" - Tour Final at Kyocera Dome - Osaka)            |         |  |
| 12.                                                                                  | "High High (GD&TOP)" (Big Bang Japan Dome Tour "X" - Tour Final at Kyocera Dome - Osaka)            |         |  |
| 13.                                                                                  | "Bad Boy" (Big Bang Japan Dome Tour "X" - Tour Final at Kyocera Dome - Osaka)                       |         |  |
| 14.                                                                                  | "Tell Me Goodbye" (Big Bang Japan Dome Tour "X" - Tour Final at Kyocera Dome - Osaka)               |         |  |
| 15.                                                                                  | "- Intermission - " (Big Bang Japan Dome Tour "X" - Tour Final at Kyocera Dome - Osaka)             |         |  |
| 16.                                                                                  | "Cafe" (Big Bang Japan Dome Tour "X" - Tour Final at Kyocera Dome - Osaka)                          |         |  |
| 17.                                                                                  | "Lies" (Big Bang Japan Dome Tour "X" - Tour Final at Kyocera Dome - Osaka)                          |         |  |
| 18.                                                                                  | "Love Song" (Big Bang Japan Dome Tour "X" - Tour Final at Kyocera Dome - Osaka)                     |         |  |
| 19.                                                                                  | "- Band Jam -" (Big Bang Japan Dome Tour "X" - Tour Final at Kyocera Dome - Osaka)                  |         |  |
| 20.                                                                                  | "Good Boy (GD x Taeyang "Sol")" (Big Bang Japan Dome Tour "X" - Tour Final at Kyocera Dome - Osaka) |         |  |
| 21.                                                                                  | "Hands Up" (Big Bang Japan Dome Tour "X" - Tour Final at Kyocera Dome - Osaka)                      |         |  |
| 22.                                                                                  | "Feeling" (Big Bang Japan Dome Tour "X" - Tour Final at Kyocera Dome - Osaka)                       |         |  |
| 23.                                                                                  | "- MC -" (Big Bang Japan Dome Tour "X" - Tour Final at Kyocera Dome - Osaka)                        |         |  |
| 24.                                                                                  | "My Heaven" (Big Bang Japan Dome Tour "X" - Tour Final at Kyocera Dome - Osaka)                     |         |  |
| 25.                                                                                  | "Koe wo Kikasete" (Big Bang Japan Dome Tour "X" - Tour Final at Kyocera Dome - Osaka)               |         |  |
| 26.                                                                                  | "Last Farewell" (Big Bang Japan Dome Tour "X" - Tour Final at Kyocera Dome - Osaka)                 |         |  |
| 27.                                                                                  | "- MC -" (Big Bang Japan Dome Tour "X" - Tour Final at Kyocera Dome - Osaka)                        |         |  |
| 28.                                                                                  | "DJ Time/ V.I" (Big Bang Japan Dome Tour "X" - Tour Final at Kyocera Dome - Osaka)                  |         |  |
| 29.                                                                                  | "Strong Baby (V.I)" (Big Bang Japan Dome Tour "X" - Tour Final at Kyocera Dome - Osaka)             |         |  |
| 30.                                                                                  | "Doom Dada (T.O.P)" (Big Bang Japan Dome Tour "X" - Tour Final at Kyocera Dome - Osaka)             |         |  |
| 31.                                                                                  | "Ringa Linga (Sol)" (Big Bang Japan Dome Tour "X" - Tour Final at Kyocera Dome - Osaka)             |         |  |
| 32.                                                                                  | "Crooked (G-Dragon)" (Big Bang Japan Dome Tour "X" - Tour Final at Kyocera Dome - Osaka)            |         |  |
| 33.                                                                                  | "Look at me, Gwisun (D-Lite)" (Big Bang Japan Dome Tour "X" - Tour Final at Kyocera Dome - Osaka)   |         |  |
| 34.                                                                                  | "Crayon (G-Dragon)" (Big Bang Japan Dome Tour "X" - Tour Final at Kyocera Dome - Osaka)             |         |  |
| 35.                                                                                  | "Fantastic Baby" (Big Bang Japan Dome Tour "X" - Tour Final at Kyocera Dome - Osaka)                |         |  |
| 36.                                                                                  | "G-Dragon" (Naver V Special Program)                                                                |         |  |
| 37.                                                                                  | "Sol" (Naver V Special Program)                                                                     |         |  |
| 38.                                                                                  | "T.O.P" (Naver V Special Program)                                                                   |         |  |
| 39.                                                                                  | "V.I" (Naver V Special Program)                                                                     |         |  |
| 40.                                                                                  | "D-Lite" (Naver V Special Program)                                                                  |         |  |

## Desempenho nas paradas musicais
O lançamento de Made Series no Japão, levou o álbum a posicionar-se no topo das paradas da Billboard: Billboard Japan Top Albums Sales e Billboard Japan Hot Albums. Na parada da Oricon, o álbum também liderou a parada diária da Oricon Albums Chart alcançando vendas de 80,262 mil cópias em apenas um dia. Posteriormente, manteve-se no topo de sua respectiva parada semanal obtendo vendas de 128,000 mil cópias, o que levou Made Series a conquistar a melhor primeira semana de vendas de um álbum do Big Bang, ultrapassando o recorde de vendas estabelecido pela coletânea The Best of Big Bang 2006-2014, lançada em novembro de 2014. Além disso, sua vendagem estabelecida em sua primeira semana de lançamento, levou o álbum a figurar na lista de álbuns físicos mais vendidos do mundo.
Até o fim do ano de 2016, Made Series já havia acumulado vendas de 201,227 mil cópias, o que tornou-o vigésimo álbum mais vendido no Japão, além do álbum de um artista coreano melhor posicionado na parada anual da Oricon Albums Chart.
| Paradas (2016)                           | Melhor posição |
| ---------------------------------------- | -------------- |
| Japão (Billboard Japan Top Albums Sales) | 1              |
| Japão (Billboard Japan Hot Albums)       | 1              |
| Japão (Oricon Daily Albums Chart)        | 1              |
| Japão (Oricon Weekly Albums Chart)       | 1              |
| Japão (Oricon Monthly Albums Chart)      | 3              |

| Paradas (2016)                           | Melhor posição |
| ---------------------------------------- | -------------- |
| Japão (Billboard Japan Top Albums Sales) | 23             |
| Japão (Billboard Japan Hot Albums)       | 24             |
| Japão (Oricon Yearly Albums Chart)       | 20             |

### Certificações
| País  | Provedor | Certificação | Vendas   |
| ----- | -------- | ------------ | -------- |
| Japão | RIAJ     | Ouro         | 100,000+ |

## Prêmios
| Ano  | Premiação              | Categoria         | Resultado | Ref.   |
| ---- | ---------------------- | ----------------- | --------- | ------ |
| 2017 | Japan Gold Disc Awards | Álbum do Ano      | Venceu    | [ 23 ] |
| 2017 | Japan Gold Disc Awards | Melhores 3 Álbuns | Venceu    | [ 24 ] |

## Histórico de lançamento
| Região | Data                   | Formato                     | Gravadora |
| ------ | ---------------------- | --------------------------- | --------- |
| Japão  | 3 de fevereiro de 2016 | CD CD+ DVD download digital | YGEX      |
| Japão  | 3 de fevereiro de 2016 | CD+ blu-ray playbutton      | YGEX      |